# Eriothrix sledzinskii
Eriothrix sledzinskii là một loài ruồi trong họ Tachinidae.